# Acacia piauhiensis
Acacia piauhiensis é uma espécie de leguminosa do gênero Acacia, pertencente à família Fabaceae.